# Pyrulina
Pyrulina, en ocasiones erróneamente denominado Pirulina y Pyruline, es un género de foraminífero bentónico de la subfamilia Polymorphininae, de la familia Polymorphinidae, de la superfamilia Polymorphinoidea, del suborden Lagenina y del orden Lagenida. Su especie-tipo es Polymorphina gutta. Su rango cronoestratigráfico abarca desde el Jurásico hasta la Actualidad.

## Discusión
Clasificaciones previas incluían Pyrulina en la superfamilia Nodosarioidea.

## Clasificación
Pyrulina incluye a las siguientes especies:
- Pyrulina acuminata
- Pyrulina aequalis
- Pyrulina albatrossi
- Pyrulina angusta
- Pyrulina apiculata
- Pyrulina carebara
- Pyrulina crespinae
- Pyrulina cylindroides
- Pyrulina elliptica
- Pyrulina extensa
- Pyrulina fusiformis
- Pyrulina gutta
- Pyrulina hamadaensis
- Pyrulina infracretacea
- Pyrulina kamchatica
- Pyrulina labiata
- Pyrulina longa
- Pyrulina nux
- Pyrulina shoalcreekenesis
- Pyrulina tenua

Otras especies consideradas en Pyrulina son:
- Pyrulina improcera, de posición genérica incierta